# Laibach
Laibach es un grupo esloveno de música industrial. Nació como asociación cultural juvenil en 1980 en Trbovlje, un pueblo minero, centro de la vanguardia obrera yugoslava.
Laibach es, además, la traducción al alemán y el nombre que recibió Liubliana desde el siglo XIV, ya que Eslovenia perteneció al Imperio de los Habsburgo hasta 1918.

## Historia
Desde sus inicios Laibach ha buscado lograr una ruptura simbólica e ideológica uniendo elementos nazis, estalinistas, nacionalistas yugoslavos y eslovenos, así como con una hábil combinación entre el arte propagandístico nazi y el realismo socialista de la URSS y su órbita.[cita requerida]
Su primera «acción» (término usado por el grupo, tanto para conciertos como para otras apariciones públicas) fue denunciada a las autoridades por los propios círculos obreros de la ciudad y fue prohibida. Poco tiempo después los miembros del grupo acudieron a la televisión eslovena para dar una entrevista con el periodista Yure Pengov, tras la cual Laibach fue vetado definitivamente.[cita requerida]
No obstante, las autoridades yugoslavas no ejercían acciones directas contra el grupo pues no podían encarcelarles por raparse el pelo y citar a Tito y a Edvard Kardelj, ya que estos habían sentado la base en que descansaba su sistema político.[cita requerida]
Tras la independencia de Eslovenia, en 1991, el grupo regresó a su patria. En sus propias palabras: «El Este se colapsó porque creyó ciegamente en la definición utópica occidental de la libertad del individuo. Occidente sólo sobrevive porque astutamente estableció un sistema que afirma que la gente es libre. Es decir, bajo la democracia la gente cree que está actuando de acuerdo con su voluntad y deseos propios»«Entrevista, "Laibach y el movimiento NSK"» (en inglés). Consultado el 13 de mayo de 2014.
Entre 2004 y 2005 la banda hizo una intensa gira por Europa, durante la cual visitaron por primera vez España, con tres presentaciones, y Estados Unidos. De las presentaciones en EU se desprendió un documental con el título 'Divided States of America', editado el 9 de septiembre de 2006.
En 2006, Laibach lanzó un álbum de reinterpretaciones pop de los himnos nacionales de los distintos países que participan en la geopolítica. Los temas «America» (Estados Unidos) y «Anglia» (Inglaterra), así como el libreto interior del disco, presenta una crítica abierta contra la supremacía política y cultural anglosajona en el mundo.

## Grabaciones
Sus primeras grabaciones fueron editadas por modestos sellos centroeuropeos. Tras una destacada gira por Europa oriental (Occupied NATO Tour 1985) fueron captados por Mute records. Poco a poco se hicieron habituales sus particulares reinterpretaciones de canciones pop-rock populares como «One Vision» de Queen o el álbum «Let It Be» de los Beatles.
En 2003 publicaron el álbum WAT (We Are Time) inspirado por la grave situación internacional. El primer sencillo que se desprendió de este álbum, «Tanz Mit Laibach» habla de las relaciones entre Estados Unidos y Alemania. Dice el grupo[cita requerida]: »ya que Estados Unidos enseñó a Alemania a recuperarse económicamente de forma milagrosa tras la Segunda Guerra Mundial, Alemania ahora prestará su actitud bélica a Estados Unidos». «Y si es así», dijeron, «estaremos bailando durante mucho más tiempo».
El disco «Volk» salió a la venta el 23 de octubre de 2006. Sus temas son versiones pop de himnos de distintas naciones del mundo. Camuflada en bellas melodías y atmósferas delicadas, se esconde una caricaturización del «pueblo» en el sentido nacional del término. El propio título del disco participa en el juego de conceptos, ya que «Volk» en alemán significa «pueblo», mientras que «volk» en esloveno (y en ruso) significa «lobo». Así, la portada muestra el dibujo de unas ovejas (el pueblo como rebaño), mientras que en las páginas interiores aparece la amenazadora imagen del lobo.

### Discografía
| Año        | Título                                                                         | Formato       | Sello                           |
| ---------- | ------------------------------------------------------------------------------ | ------------- | ------------------------------- |
| 1985       | "Laibach"                                                                      | LP            | ŠKUC/Ropot                      |
| 1985       | "Rekapitulacija 1980-84"                                                       | Recopilatorio | Walter Ulbricht Schallfolien AG |
| 1985       | "Neu Konserwativ"                                                              | LP            | Cold Spring Records             |
| 1985       | "Nova akropola"                                                                | LP            | Cherry Red                      |
| 1986       | ‘‘Baptism                                                                      | LP            |                                 |
| 1987       | ‘‘Opus Dei/Laibach’‘                                                           | LP            | Mute Records                    |
| 1988       | ‘‘Let It Be/Laibach’‘                                                          | LP            | Mute Records                    |
| 1988       | ‘‘Sympathy for the Devil/Laibach’‘                                             | LP            | Mute Records                    |
| 1990       | ‘‘Macbeth/Laibach’‘                                                            | LP            | Mute Records                    |
| 1992       | ‘‘Kapital’‘                                                                    | LP            | Mute Records                    |
| 1993       | ‘‘Ljubljana-Zagreb-Beograd’‘                                                   | LP            | The Grey Área, Mute Records     |
| 1994       | ‘‘NATO/Laibach’‘                                                               | LP            |                                 |
| 1996       | ‘‘Jesus Christ Superstars’‘                                                    | LP            | The Grey Área, Mute Records     |
| 2000       | ‘‘Laibach 2’‘ (A Film from Slovenia y The Occupied Europe NATO Tour 1994-1995) | DVD           |                                 |
| 2000       | ‘‘Laibach: The Vídeos’‘                                                        | DVD           |                                 |
| 2003       | ‘‘WAT’‘                                                                        | LP            | Mute Records                    |
| 2004       | ‘‘Laibach Anthems’‘                                                            | Recopilatorio | Mute Records                    |
| 2006       | ‘‘Divided States of America’‘                                                  | DVD           | Mute Records                    |
| 2006-10-23 | ‘‘Volk’‘                                                                       | LP            | Mute Records                    |
| 2008-05-02 | ‘‘LAIBACHKUNSTDERFUGE’‘                                                        | LP            |                                 |
| 2008-06-24 | ‘‘Volk: Dead in Trbovlje’‘                                                     | DVD           | Mute Records                    |
| 2014-03-24 | ‘‘Spectre‘’                                                                    | LP            | Mute Records                    |
| 2018-07-14 | ‘‘Also sprach Zarathustra‘’                                                    | LP            | Mute Records                    |

## Ideología
Su movimiento no se apega a ninguna ideología en particular. En una entrevista en DJUBOKS – YUGOSLAVIA, 1982: «¿Existe un manifiesto oficial o no oficial del grupo?» - «Todo manifiesto histórico, como un programa, un conjunto de objetivos, formas y principios de un movimiento es básicamente incompleto, cargado consigo mismo y dejado al dinamismo del tiempo (por ejemplo el Manifiesto Comunista, 1848, el Manifiesto Futurista, 1909) los cuales exponen el carácter demagógico y a corto plazo de sus fundaciones. LAIBACH es la comprensión de la universalidad del tiempo; nuestra actividad organizada es agitación intensa y permanente, sistemática, propagandística e ideológica ofensiva. En concordancia con esto, nuestros puntos de vista básicos están siendo constantemente discutidos y revisados. En consecuencia el programa no es una teoría de dogmas, sino ser constantemente modificado, sujeto a la transformación dinámica, es decir, constante revisión y redefinición. Una versión completa de manifiesto por lo tanto no existe, pero la tesis básica y los documentos de programa son formulados y sistematizados en varios grupos regionales y se concentra en ellos a través de los 10 artículos del pacto. Estos 10 artículos representan el programa fundamental de la doctrina LAIBACH KUNST» «Entrevistas 1980 - 1985"» (en inglés). Consultado el 9 de febrero de 2014.